# Jan Feitsma

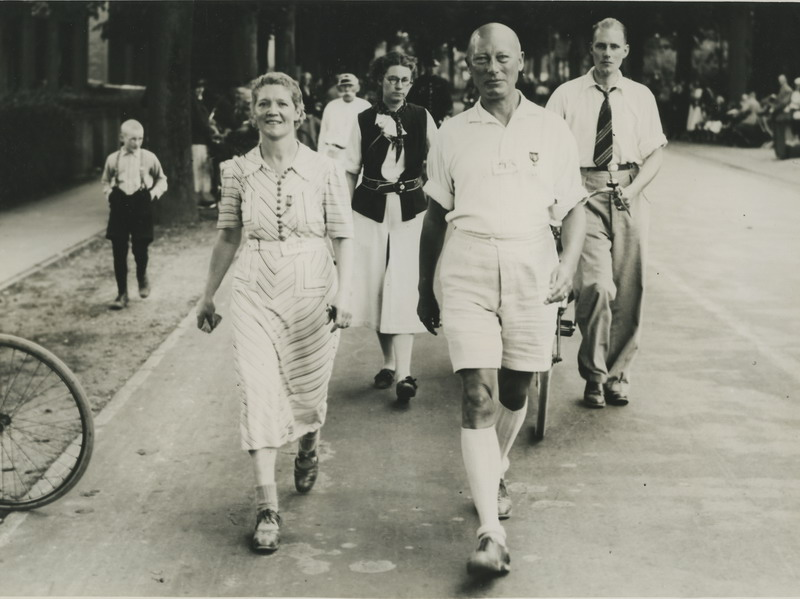
Jan Feitsma in 1937 tijdens de Nijmeegse Vierdaagse.

Jan Feitsma (Kollum, 22 januari 1884 – Amsterdam, 2 februari 1945) was een Nederlands NSB'er en procureur-generaal in Amsterdam, die op straat door een verzetsman op een fiets werd doodgeschoten.

## Biografie
Feitsma werd geboren als zoon van een landbouwer. Na het doorlopen van het gymnasium in Leeuwarden ging hij studeren aan de Rijksuniversiteit Groningen waar hij in 1908 promoveerde tot doctor in de rechtswetenschap. Hierna heeft hij nog een jaar Indisch Recht gestudeerd aan de Rijksuniversiteit Leiden. Hij trouwde eind december 1909 en in februari 1910 vertrok hij met zijn echtgenote naar Nederlands-Indië, waar hij zowel bij de zittende als de staande magistratuur verschillende functies heeft vervuld. Verder werkte hij van 1919 tot 1925 als ambtenaar ter beschikking van de procureur-generaal van het hooggerechtshof in Batavia en als leraar van de politieschool in Buitenzorg voor de opleiding tot commissaris van politie.
In 1929 volgde zijn benoeming tot ambtenaar voor de wetgeving aan het departement van justitie in Batavia. In de zomer van dat jaar werd hem "wegens gewichtige redenen" een kort verlof naar Nederland verleend voor de periode van drie maanden. Op 31 augustus van dat jaar volgde eervol ontslag uit Indische dienst. 
In Nederland vestigde hij zich in Groningen. In september werd hij voorgedragen ter benoeming als griffier bij de rechtbank te Winschoten en later dat jaar werd hij benoemd tot plaatsvervangend kantonrechter in Groningen, waarna hij begin 1931 rechter werd bij de rechtbank Groningen.

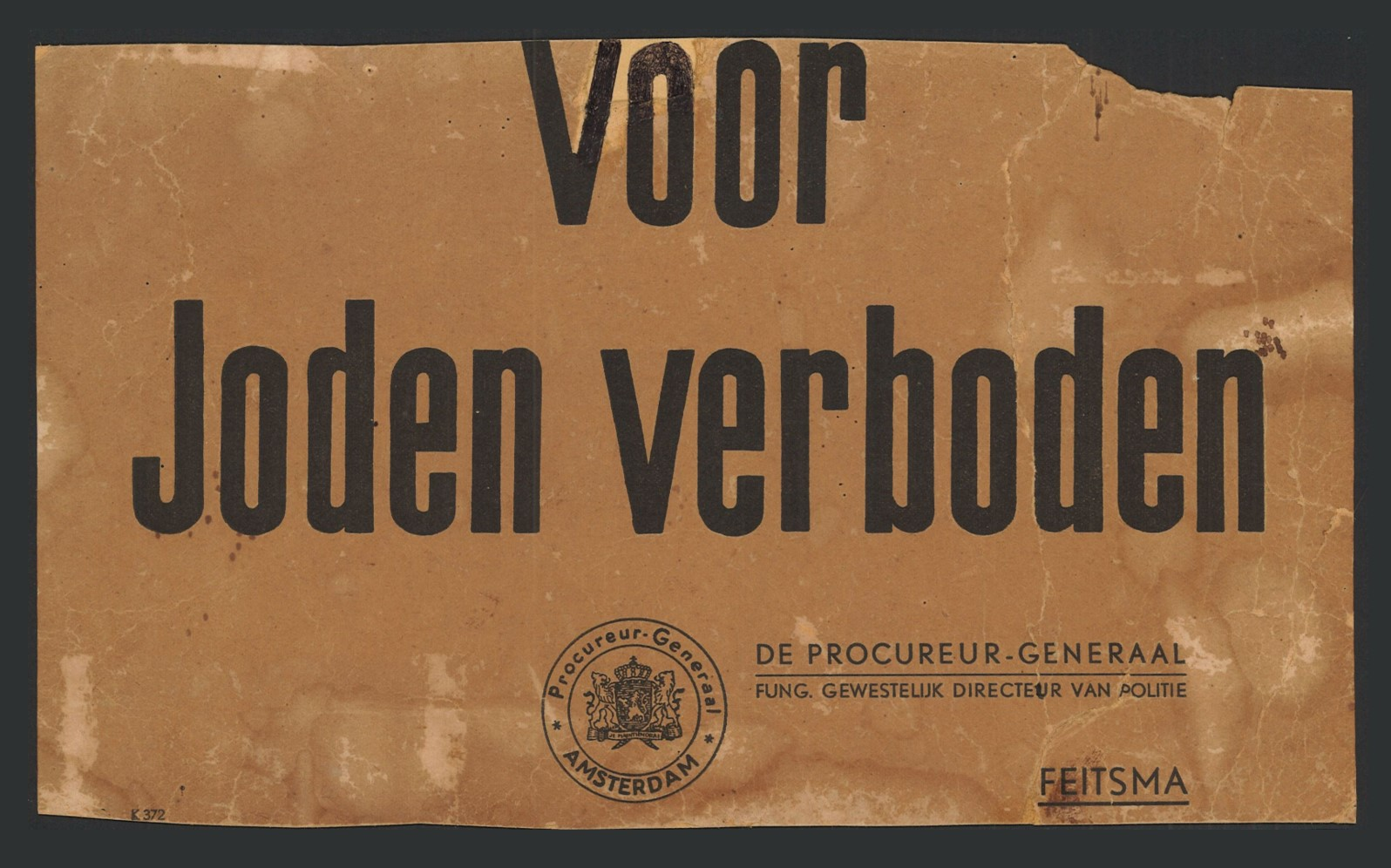
Biljet Voor Joden verboden ondertekend door Feitsma als de procureur-generaal en fungerend gewestelijk directeur van politie

## Tweede Wereldoorlog
Feitsma was NSB'er toen hij eind 1941 J.A. van Thiel opvolgde als procureur-generaal te Amsterdam. Zo was het zijn naam die stond onder de bordjes die in delen van Amsterdam de toegang ontzegden aan Joodse burgers.
In september van dat jaar werd zijn jongere broer Gerben Feitsma, die eveneens NSB'er was, burgemeester van de gemeente Kollumerland en Nieuwkruisland. Op 1 maart 1943 werd Feitsma naast procureur-generaal ook waarnemend politiepresident van Amsterdam en gewestelijk politiepresident voor de regio rond Amsterdam. Eind maart kreeg burgemeester Edward Voûte de functie van waarnemend politiepresident van Amsterdam erbij.

### Aanslagen
Begin februari 1943 probeerde de Joodse student Rudi Bloemgarten Jan Feitsma dood te schieten, waarbij diens zoon D.J. Feitsma zwaargewond raakte. Als vergeldingsmaatregel werden 50 Amsterdammers gearresteerd en in Kamp Vught opgesloten. Tien van hen werden al snel weer op vrije voet gesteld en de overigen eind juli.
Op 2 februari 1945, drie maanden voor de Duitse capitulatie, was er een nieuwe poging door het verzet om hem om het leven te brengen. Op die dag werd hij in Amsterdam op de hoek van de Jacob Obrechtstraat en de Johannes Verhulststraat door een fietser op straat neergeschoten, waarna hij kort daarop op 61-jarige leeftijd overleed.

### Represaille
Als represaille voor de aanslag schoten de Duitsers bij de fusilladeplaats Rozenoord aan de Amsteldijk op 7 februari vijf Amsterdammers dood, waaronder twee leden van de rechterlijke macht:
- J. Smuling, hooggraadvrijmetselaar
- mr. W.J.H. Dons, vicepresident van de arrondissementsrechtbank in Amsterdam
- mr. H.J. Hülsmann, raadsheer van het gerechtshof in Amsterdam
- J. Bak, communistenleider en leider van een verzetsbeweging
- C.W. Ittmann, communistisch arts

Alle vijf gefusilleerden zijn begraven op de Eerebegraafplaats te Bloemendaal.
Enige tijd later keerde Van Thiel terug als procureur-generaal in Amsterdam, wat hij tot zijn pensioen in september 1949 zou blijven. Diens opvolger A.A.L.F. van Dullemen behoorde tot de personen die als represaille voor de moord op Feitsma doodgeschoten zouden worden. Omdat hij toevallig niet thuis was toen de Duitsers hem kwamen ophalen, kon hij onderduiken en heeft hij zodoende de oorlog overleefd.
 Portaal: Fascisme en nationaalsocialisme in Nederland · Fascisme · Nationaalsocialisme